# Sinopoda albofasciata
Sinopoda albofasciata är en spindelart som beskrevs av Jäger och Ono 2002. Sinopoda albofasciata ingår i släktet Sinopoda och familjen jättekrabbspindlar. Inga underarter finns listade i Catalogue of Life.